# Notiocharis fragilis
Notiocharis fragilis är en tvåvingeart som beskrevs av Quate 1967. Notiocharis fragilis ingår i släktet Notiocharis och familjen fjärilsmyggor. Inga underarter finns listade i Catalogue of Life.